# 1. A ŽNL Primorsko-goranska 2015./16.
1. A ŽNL Primorsko-goranska, također i pod nazivom Prva ŽNL - Skupina ‹‹A››, neformalno 2. ŽNL Primorsko-goranska, u sezoni 2015./16. predstavlja 2. stupanj županijske lige u Primorsko-goranskoj županiji, te ligu šestog stupnja hrvatskog nogometnog prvenstva. 
  
Sudjelovalo je 12 klubova, a prvak je bila momčad „Risnjak” oz Lokava. 

## Ljestvica
| mj. | klub                 | ut. | pob. | ner. | por. | gol+ | gol- | bod     |
| --- | -------------------- | --- | ---- | ---- | ---- | ---- | ---- | ------- |
| 1.  | Risnjak Lokve        | 22  |      |      |      |      |      | 61      |
| 2.  | Turbina Tribalj      | 22  |      |      |      |      |      | 52      |
| 3.  | Goranin Delnice      | 22  |      |      |      |      |      | 39      |
| 4.  | Gomirje              | 22  |      |      |      |      |      | 36      |
| 5.  | Omladinac Vrata      | 22  |      |      |      |      |      | 35      |
| 6.  | Mrkopalj             | 22  |      |      |      |      |      | 31 (-2) |
| 7.  | Goranka Ravna Gora   | 22  |      |      |      |      |      | 28 (-1) |
| 8.  | Kozala Rijeka        | 22  |      |      |      |      |      | 22      |
| 9.  | Željezničar Moravice | 22  |      |      |      |      |      | 22      |
| 10. | Vrbovsko             | 22  |      |      |      |      |      | 21      |
| 11. | Snježnik Gerovo      | 22  |      |      |      |      |      | 16      |
| 12. | Polet Skrad          | 22  |      |      |      |      |      | 3 (-1)  |

## Rezultatska križaljka
| kratica | klub                 | GOM | GORD | GORG | KOZ      | MRK | OML | POL | RIS | SNJE     | TUR | VRB | ŽELJ |
| --- | -------------------- | --- | ---- | ---- | -------- | --- | --- | --- | --- | -------- | --- | --- | ---- |
| GOM | Gomirje              |     |      |      | 3:0 p.f. |     |     |     |     |          |     |     |      |
| GORD | Goranin Delnice      |     |      |      |          |     |     |     |     |          |     |     |      |
| GORG | Goranka Ravna Gora   |     | 4:2  |      |          |     |     |     |     |          |     |     |      |
| KOZ | Kozala Rijeka        |     |      |      |          |     |     |     |     |          |     |     |      |
| MRK | Mrkopalj             |     |      |      |          |     |     |     |     |          |     | 5:2 |      |
| OML | Omladinac Vrata      |     |      |      |          |     |     |     |     |          |     |     |      |
| POL | Polet Skrad          |     |      |      |          |     |     |     |     |          |     |     |      |
| RIS | Risnjak Lokve        |     |      |      |          |     |     | 5:1 |     |          |     |     |      |
| SNJE | Snježnik Gerovo      |     |      |      |          |     |     |     |     |          |     |     |      |
| TUR | Turbina Tribalj      |     |      |      |          |     |     |     |     | 3:0 p.f. |     |     |      |
| VRB | Vrbovsko             |     |      |      |          |     |     |     |     |          |     |     |      |
| ŽELJ | Željezničar Moravice |     |      |      |          |     | 2:2 |     |     |          |     |     |      |
| |                      |     |      |      |          |     |     |     |     |          |     |     |      |
| podebljan rezultat - utakmice od 1. do 9. kola (1. utakmica između klubova) rezultat normalne debljine - utakmice od 10. do 18. kola (2. utakmica između klubova) rezultat nakošen - nije vidljiv redoslijed odigravanja međusobnih utakmica iz dostupnih izvora rezultat nakošen i smanjen * - iz dostupnih izvora nije uočljiv domaćin susreta prekrižen rezultat - poništena ili brisana utakmica p - utakmica prekinuta 3:0 p.f. / 0:3 p.f. - rezultat 3:0 bez borbe |                      |     |      |      |          |     |     |     |     |          |     |     |      |

 Izvori: 

## Unutrašnje poveznice
- 2. ŽNL Primorsko-goranska

## Vanjske poveznice
- Grevagol - NS Rijeka  Arhivirana inačica izvorne stranice od 11. srpnja 2017. (Wayback Machine)
- 1.A ŽNL / 2. ŽNL Primorsko-goranska